# Mat Gordon
Mat Gordon (* 1. April 1983 in Saint Paul, Alberta, als  Matt Gordon) ist ein kanadisches Model, das in New York lebt.

## Karriere
Mat Gordon wurde während einer Party in Vancouver im Jahre 2004 von einem Agenten entdeckt. Im selben Jahr unterschrieb er bei Mode Models.
2007 zog er nach New York und wechselte zu DNA Model Management. Zudem unterschrieb er einen Vertrag mit Gucci. Juni 2007 lief Mat bei der Frühlingsmodeschau von Gucci und Versace in Mailand. Im darauffolgenden Jahr wurde er das Gesicht von Tommy Hilfiger und modelte mit Claudia Schiffer für Karl Lagerfeld. Außerdem warb er für die One Million-Kampagne von Paco Rabanne.
Das Forbes Magazine listete ihn 2009 auf Platz zwei der zehn erfolgreichsten Männermodels.

## Privates
Er wuchs als Sohn eines Lehrers auf einer Farm in der kanadischen Provinz Alberta auf. Gordon hat sieben Geschwister.